# Julio Antonio Vásquez
Julio Antonio Vásquez Arriagada (* 1897, nach anderen Angaben 22. Mai 1900 in Santiago de Chile; † 1976 ebenda) war ein chilenischer Bildhauer.
Vásquez studierte ab 1916 Malerei und Bildhauerei an der Escuela de Bellas Artes bei Virginio Arias und Simón González und unterrichtete dann am Liceo de Niñas und am Instituto Superior de Comercio in Valparaíso. Als Mitglied der Gruppe Generación del Veintiocho reiste er 1929 mit einem Stipendium der chilenischen Regierung nach Frankreich, um dort Kunsterziehung zu studieren. Er nahm in Berlin Unterricht bei Ernst Barlach und in Paris bei Antoine Bourdelle.
Von 1932 bis 1966 war Vásquez Professor für Bildhauerei an der Escuela de Bellas Artes der Universidad de Chile und prägte in dieser Funktion mehrere Generationen junger chilenischer Bildhauer, darunter Marta Colvin, Sergio Castillo Mandiola, María Fuentealba, Raúl Valdivieso, Matías Vial, Ricardo Mesa, Isabel Sotomayor, Juana Müller, Alfonsina Moreno und Alicia Blanche. Außerdem gehörte er zu den Gründern der Asociación Chilena de Pintores y Escultores , deren Präsident er wurde.